# Alpaida gracia
Alpaida gracia Levi, 1988 è un ragno appartenente alla famiglia Araneidae.

## Etimologia
Il nome della specie deriva dalla località argentina di rinvenimento: Alta Gracia situata nella Provincia di Córdoba

## Caratteristiche
L'olotipo femminile rinvenuto ha dimensioni: cefalotorace lungo 2,1mm, largo 1,6mm; il primo femore misura 1,5mm e la patella e la tibia circa 1,8mm.

## Distribuzione
La specie è stata rinvenuta nell'Argentina: l'olotipo femminile nei pressi della città di Alta Gracia, nella Provincia di Córdoba.

## Tassonomia
Al 2014 non sono note sottospecie e dal 1988 non sono stati esaminati nuovi esemplari.